# Erica trichophora
Erica trichophora är en ljungväxtart som beskrevs av George Bentham. Erica trichophora ingår i släktet klockljungssläktet, och familjen ljungväxter. Inga underarter finns listade i Catalogue of Life.